# Castello di Bibbione
Il castello di Bibbione si trova in località Montefiridolfi nel comune di San Casciano in Val di Pesa, in provincia di Firenze.

## Storia
Fu eretto dai Cadolingi di Montecascioli, ed è documentato in manoscritti fin dal 997 col nome di Castrum Bibionis. Il castello ancora conserva la cinta muraria, che nel passato serviva come ultima difesa dei suoi abitanti. Posto in posizione dominante sulla valle e circondato da un borgo medievale e antiche case situate lungo il pendio della collina, possiede terreni agricoli che raggiungono la sottostante via Cassia e al fiume Pesa.
Le fondamenta del castello risalgono al IX secolo  mentre i primi nuclei in pietra e sasso delle case coloniche risalgono alla seconda metà del XIII secolo.
Nel rinascimento furono tolte le merlature e la fortezza fu trasformata in residenza di campagna. Il castello è ancora provvisto di un passaggio sotterraneo che si snoda per centinaia di metri fino alla piana sottostante. Questo passaggio segreto è stato esplorato soltanto nel suo primo tratto.
Dal 1124, i nuovi proprietari delle terre, i Buondelmonti, ripristinarono l'antica fortezza in rovina. E Bibbione divenne così uno dei quattro castelli Buondelmonti, collegati tra loro e costituenti un quadrilatero a difesa della Valle del Pesa: il castello di Bibbione, castello di Montefiridolfi, quello di Pergolato e quello di Fabbrica. I Buondelmonti, inoltre, fecero costruire la piccola chiesa di Santa Maria tra il XII ed il XIII secolo a ridosso delle mura del castello. E nell'anno 1142, inaugurarono lo spedale di San Jacopo al Calzaiolo per i pellegrini.
Nel XV secolo le difese militari vennero progressivamente smantellate e il castello diventò una casa da signore. Nella prima metà di quel secolo il castello fu per metà di proprietà dei figli di Andrea Buondelmonti mentre l'altra metà passò ad Alessandro e Niccolaio, figli di Ugo degli Alessandri.
Nel 1469, la proprietà fu venduta a Guido Sforza Aldobrandeschi dal cui figlio l'acquistò, il 30 giugno 1511 Niccolò d'Alessandro Machiavelli. Il Niccolò qui nominato apparteneva d un ramo diverso da quello cui apparteneva il segretario fiorentino al quale alcuni, erroneamente, assegnano la proprietà del castello. Ciò non era possibile perché, in quel periodo, il patrimonio di Niccolò Machiavelli era ben poca cosa come lui testimonia in una lettera.
La famiglia Machiavelli rimase proprietaria del complesso fino al 1727, anno in cui morì l'ultimo erede della Casata, Francesco Machiavelli, che lasciò il nome e i beni al cugino Giovanni Battista Rangoni, esponente di una nobile famiglia modenese imparentate con i Machiavelli, che assunse il nome di Rangoni Machiavelli.
Il complesso di Bibbione è sottoposto a vincolo di tutela architettonica e ambientale dal 1913, e posto sotto la tutela della Soprintendenza dei Beni Ambientali e Architettonici di Firenze e Pistoia. Tuttora appartiene alla famiglia Rangoni Machiavelli.

## Architettura
Il castello posto in posizione dominante sulla valle della Pesa si presenta come una massiccia costruzione rettangolare sulle cui facciate si possono intuire le diverse fasi della costruzione.
Le aperture in facciate sono poste sui vari piani senza corrispondenze ad esclusione di quelle circolari poste all'ultimo piano. Il terrapieno su cui sorge il castello è da ritenersi di epoca rinascimentale ed allo stesso periodo risalgono le sei finestre della facciata ovest che presentato architravi e davanzali retti da mensole; sempre sullo stesso lato vi sono due meridiane angolari risalenti al XVIII secolo.
All'interno  è situato un cortile diviso in due settori da un muro realizzato con ciottoli fluviali. La divisione del cortile risale al XV secolo quando la proprietà del castello era divisa tra i Buondelmonti e gli Alessandri. Sul lato occidentale interno vi è un porticato con archi a tutto sesto mentre dalla parte opposta sono rimasti i ruderi di una torre scapezzata, vicino alla torre c'è un piccolo loggiato architravato con pilastri in mattoni.
Il salone principale ha un soffitto a volte con i peducci ornati da foglie mentre nel portone di accesso l'architrave presenta intagli a ovoli